# Mistrzostwa Jugosławii w koszykówce mężczyzn
Mistrzostwa Jugosławii w koszykówce mężczyzn (mac. Првенство на Југославија во кошарка за мажи, serb.-chor. Prvenstvo Jugoslavije u košarci za muškarce / Првенство Југославије у кошарци за мушкарце, słoweń. Prvenstvo Jugoslavije v košarki za moške) – nieistniejące rozgrywki koszykarskie, prowadzone cyklicznie, które miały na celu wyłonienie najlepszej męskiej drużyny w Jugosławii. Od 1946 prowadzone systemem ligowym, w którym najwyższą klasą rozgrywkową była I liga. Zwycięzca I ligi (od sezonu 1981/1982 zwycięzca fazy play-off I ligi) uzyskiwał tytuł mistrza Jugosławii.

## I liga jugosłowiańska
I liga jugosłowiańska w koszykówce mężczyzn – najwyższa męska klasa rozgrywkowa koszykówki w Jugosławii, istniała w latach 1946–1992. Po rozpadzie Jugosławii zespoły zaczęły występować w rozgrywkach państw, które uzyskały niepodległość. Zespoły z terenów Serbii i Czarnogóry nadal występowały w lidze jugosłowiańskiej, która dotyczyła Federalnej Republiki Jugosławii i nie należy jej utożsamiać z rozgrywkami o mistrzostwo Jugosławii opisanymi w niniejszym artykule.

## Medaliści mistrzostw Jugosławii
| Rok                                             | Mistrz | Wicemistrz                                      | LD                                              |                                                 |
| Mistrzostwa Jugosławii (republikańsko-wojskowe) | Mistrzostwa Jugosławii (republikańsko-wojskowe) | Mistrzostwa Jugosławii (republikańsko-wojskowe) | Mistrzostwa Jugosławii (republikańsko-wojskowe) | Mistrzostwa Jugosławii (republikańsko-wojskowe) |
| ----------------------------------------------- | --- | ----------------------------------------------- | ----------------------------------------------- | ----------------------------------------------- |
| 1945                                            | Armia Jugosłowiańska | Serbia                                          | 5                                               |                                                 |
| Mistrzostwa Jugosławii (klubowe)                | |                                                 |                                                 |                                                 |
| 1946                                            | Crvena zvezda Belgrad | Zadar                                           | 8                                               |                                                 |
| 1947                                            | Crvena zvezda Belgrad | Zadar                                           | 5                                               |                                                 |
| 1948                                            | Crvena zvezda Belgrad | Proleter Zrenjanin                              | 6                                               |                                                 |
| 1949                                            | Crvena zvezda Belgrad | Partizan Belgrad                                | 10                                              |                                                 |
| 1950                                            | Crvena zvezda Belgrad | Partizan Belgrad                                | 10                                              |                                                 |
| 1951                                            | Crvena zvezda Belgrad | Partizan Belgrad                                | 12                                              |                                                 |
| 1952                                            | Crvena zvezda Belgrad | Proleter Zrenjanin                              | 4                                               |                                                 |
| 1952                                            | W celu wyłonienia mistrza kraju rozegrano turniej z udziałem czterech najlepszych drużyn sezonu zasadniczego. |                                                 |                                                 |                                                 |
| 1953                                            | Crvena zvezda Belgrad | Olimpija Lublana                                | 4                                               |                                                 |
| 1953                                            | Powrót do systemu ligowego - ligę podzielono na dwie dywizje: wschodnią i zachodnią. Po zakończeniu sezonu zasadniczego dwie najlepsze drużyny z każdej z nich awansowały do rywalizacji o mistrzostwo kraju. |                                                 |                                                 |                                                 |
| 1954                                            | Crvena zvezda Belgrad | Mladost Zagrzeb                                 | 12                                              |                                                 |
| 1954                                            | Powrót do starego systemu rozgrywek z udziałem 12 drużyn. |                                                 |                                                 |                                                 |
| 1955                                            | Crvena zvezda Belgrad | Proleter Zrenjanin                              | 10                                              |                                                 |
| 1956                                            | Proleter Zrenjanin | Olimpija Lublana                                | 10                                              |                                                 |
| 1957                                            | Olimpija Lublana | Proleter Zrenjanin                              | 10                                              |                                                 |
| 1958                                            | OKK Belgrad | Olimpija Lublana                                | 10                                              |                                                 |
| 1959                                            | Olimpija Lublana | Crvena zvezda Belgrad                           | 10                                              |                                                 |
| 1960                                            | OKK Belgrad | Olimpija Lublana                                | 10                                              |                                                 |
| 1961                                            | Olimpija Lublana | Cibona Zagrzeb                                  | 10                                              |                                                 |
| 1962                                            | Olimpija Lublana | OKK Belgrad                                     | 10                                              |                                                 |
| 1963                                            | OKK Belgrad | Partizan Belgrad                                | 10                                              |                                                 |
| 1964                                            | OKK Belgrad | Zadar                                           | 10                                              |                                                 |
| 1965                                            | Zadar | Olimpija Lublana                                | 12                                              |                                                 |
| 1966                                            | Olimpija Lublana | Partizan Belgrad                                | 12                                              |                                                 |
| 1967                                            | Zadar | Olimpija Lublana                                | 12                                              |                                                 |
| 1968                                            | Zadar | Olimpija Lublana                                | 12                                              |                                                 |
| 1968                                            | Przejście z systemu wiosna-jesień na system jesień-wiosna. |                                                 |                                                 |                                                 |
| 1969                                            | Crvena zvezda Belgrad | Olimpija Lublana                                | 12                                              |                                                 |
| 1970                                            | Olimpija Lublana | Crvena zvezda Belgrad                           | 12                                              |                                                 |
| 1971                                            | Split | Cibona Zagrzeb                                  | 12                                              |                                                 |
| 1972                                            | Crvena zvezda Belgrad | Split                                           | 12                                              |                                                 |
| 1973                                            | Radnički Belgrad | Crvena zvezda Belgrad                           | 14                                              |                                                 |
| 1974                                            | Zadar | Split                                           | 14                                              |                                                 |
| 1975                                            | Zadar | Split                                           | 14                                              |                                                 |
| 1976                                            | Partizan Belgrad | Split                                           | 14                                              |                                                 |
| 1977                                            | Split | Bosna Sarajewo                                  | 14                                              |                                                 |
| 1978                                            | Bosna Sarajewo | Partizan Belgrad                                | 14                                              |                                                 |
| 1979                                            | Partizan Belgrad | Split                                           | 12                                              |                                                 |
| 1980                                            | Bosna Sarajewo | Split                                           | 12                                              |                                                 |
| 1981                                            | Partizan Belgrad | Cibona Zagrzeb                                  | 12                                              |                                                 |
| 1982                                            | Cibona Zagrzeb | Partizan Belgrad                                | 12                                              |                                                 |
| 1982                                            | Od tego sezonu zaczęto rozgrywać fazę play-off. |                                                 |                                                 |                                                 |
| 1983                                            | Bosna Sarajewo | Šibenik                                         | 12                                              |                                                 |
| 1983                                            | Dnia 9 kwietnia 1983 roku zespoły Šibenka i Bosna rozgrywały spotkanie finałowe, które decydowało o mistrzostwie. W ostatnich sekundach spotkania zawodnik drużyny Bosne Sabit Hadžić sfaulował gracza Šibenki, Dražena Petrovicia, który wyegzekwował dwa rzuty, decydując o zwycięstwie 83-82. Następnego dnia, po obejrzeniu nagrań wideo ustalono, że faul nastąpił już po upłynięciu regulaminowego czasu meczu. Zarząd Związku Koszykówki Jugosławii zadecydował o ponownym rozegraniu spotkania, tym razem w Nowym Sadzie. Klub Šibenki zdecydował się zbojkotować tę decyzję, wobec czego przegrał walkowerem, w wyniku czego tytuł został przyznany zespołowi Bosne. |                                                 |                                                 |                                                 |
| 1984                                            | Cibona Zagrzeb | Crvena zvezda Belgrad                           | 12                                              |                                                 |
| 1985                                            | Cibona Zagrzeb | Crvena zvezda Belgrad                           | 12                                              |                                                 |
| 1986                                            | Zadar | Cibona Zagrzeb                                  | 12                                              |                                                 |
| 1987                                            | Partizan Belgrad | Crvena zvezda Belgrad                           | 12                                              |                                                 |
| 1988                                            | Split | Partizan Belgrad                                | 12                                              |                                                 |
| 1989                                            | Split | Partizan Belgrad                                | 12                                              |                                                 |
| 1990                                            | Split | Crvena zvezda Belgrad                           | 12                                              |                                                 |
| 1991                                            | Split | Partizan Belgrad                                | 12                                              |                                                 |
| 1992                                            | Partizan Belgrad | Crvena zvezda Belgrad                           | 12                                              |                                                 |
| 1992                                            | W związku z rozpadem Jugosławii w rozgrywkach nie wzięły udziały kluby chorwackie i słoweńskie. |                                                 |                                                 |                                                 |

## Tytuły według klubu
| Tytuły | Klub                 | Mistrzowskie lata                                                            |
| 12     | Crvena Zvezda        | 1946, 1947, 1948, 1949, 1950, 1951, 1952, 1953, 1954, 1955, 1968–69, 1971–72 |
| 6      | Olimpija             | 1957, 1959, 1961, 1962, 1966, 1969–70                                        |
| 6      | Zadar                | 1965, 1967, 1967–68, 1973–74, 1974–75, 1985–86                               |
| 6      | Split                | 1970-71, 1976–77, 1987–88, 1988–89, 1989–90, 1990–91                         |
| 5      | Partizan             | 1975–76, 1978–79, 1980–81, 1986-87, 1991-92                                  |
| 4      | OKK Belgrad          | 1958, 1960, 1963, 1964                                                       |
| 3      | Bosna                | 1977-78, 1979–80, 1982–83                                                    |
| 3      | Cibona               | 1981-82, 1983–84, 1984–85                                                    |
| 1      | Jugosłowiańska Armia | 1945                                                                         |
| 1      | Proleter Zrenjanin   | 1956                                                                         |
| 1      | Radnički Belgrad     | 1972-73                                                                      |

## Jugosłowiańskie kluby w rozgrywkach europejskich (1958-1992)

### Puchar Europy Mistrzów Krajowych
| Klub             | Mistrz                    | Wicemistrz | Półfinalista              | Ćwierćfinalista              |
| ---------------- | ------------------------- | ---------- | ------------------------- | ---------------------------- |
| Split            | 1988-89, 1989-90, 1990-91 | 1971-72    |                           | 1977-78*                     |
| Cibona           | 1984-85, 1985-86          |            |                           | 1982-83*                     |
| Partizan         | 1991-92                   |            | 1987-88                   | 1979-80*, 1981-82*           |
| Bosna            | 1978-79                   |            |                           | 1979-80*, 1980-81*, 1983-84* |
| OKK Belgrad      |                           |            | 1958-59, 1963-64, 1964-65 |                              |
| Olimpija         |                           |            | 1961-62, 1966-67          | 1959-60, 1962-63, 1970-71    |
| Zadar            |                           |            | 1967-68, 1974-75          | 1965-66, 1968-69, 1986-87*   |
| Crvena Zvezda    |                           |            | 1972-73                   | 1969-70                      |
| Radnički Belgrad |                           |            | 1973-74                   |                              |

### Puchar Saporty
| Klub             | Mistrz           | Wicemistrz       | Półfinalista              | Ćwierćfinalista  |
| ---------------- | ---------------- | ---------------- | ------------------------- | ---------------- |
| Cibona           | 1981-82, 1986-87 |                  | 1980-81, 1983-84, 1988-89 | 1969-70          |
| Crvena Zvezda    | 1973-74          | 1971-72, 1974-75 |                           | 1990-91          |
| Split            |                  | 1972-73          |                           | 1985-86          |
| Radnički Belgrad |                  | 1976-77          |                           | 1978-79          |
| Olimpija         |                  |                  | 1968-69, 1982-83          | 1967-68          |
| Rabotnički       |                  |                  | 1975–76                   |                  |
| Partizan         |                  |                  |                           | 1966-67, 1989-90 |
| Zadar            |                  |                  |                           | 1970-71, 1979-80 |
| Kvarner          |                  |                  |                           | 1977-78          |
| IMT Belgrad      |                  |                  |                           | 1987-88          |

### Puchar Koracia
| Klub          | Mistrz                    | Wicemistrz       | Półfinalista                       | Ćwierćfinalista |
| ------------- | ------------------------- | ---------------- | ---------------------------------- | --------------- |
| Partizan      | 1977-78, 1978-79, 1988-89 | 1973-74          | 1974-75                            |                 |
| Split         | 1975–76, 1976-77          |                  | 1978-79, 1979-80                   |                 |
| Cibona        | 1972                      | 1979-80, 1987-88 |                                    | 1990-91         |
| Šibenka       |                           | 1981-82, 1982-83 |                                    |                 |
| Crvena Zvezda |                           | 1983-84          | 1980–81, 1981-82, 1984-85, 1987-88 |                 |
| Bosna         |                           | 1977-78          | 1989-90                            |                 |
| OKK Belgrad   |                           | 1972             |                                    |                 |
| Zadar         |                           |                  | 1981-82, 1982-83, 1988-89          | 1990-91         |